# 石原勇輝
石原勇輝（日语：／，2001年8月30日—）是一名出生於日本廣島縣吳市的職業棒球選手，效力於日本職棒東京養樂多燕子，主要守備位置為投手。

## 個人情報

### 背號
- 35（2024年－）

## 外部連結
- 石原勇輝在日本職棒（英语）